# Villa Compañero Ministro Carlos Cortés
La Villa Compañero Ministro Carlos Cortés (renombrada por la dictadura militar como Villa San Luis) fue un barrio localizado en la comuna de Las Condes, en Santiago (Chile). 
Esta Villa fue construida por la Corporación de Mejoramiento Urbano, CORMU, entre 1971 y 1972. Tuvo 27 edificios y 1038 departamentos y fue uno de los proyectos urbanísticos más emblemáticos del gobierno de Salvador Allende. El proyecto buscaba acabar con la segregación social urbana entregando viviendas a personas de bajos recursos en una comuna de clase alta como Las Condes. Tras el golpe de Estado de 1973, la Villa San Luis fue desalojada por el Ejército. Cerca de 5 mil personas fueron trasladadas a la periferia de la ciudad en buses del Ejército, las municipalidades de Santiago y Las Condes y la ETCE, y camiones de basura, mientras sus viviendas eran entregadas a personal militar.
Tras el retorno de la democracia, el ministro de Bienes Nacionales legalizó la ocupación del Ejército mediante el Decreto Nº 38 de 1991. Los militares habitaron el lugar hasta el año 1996, momento en que el Ejército vendió el Conjunto habitacional a Inmobiliaria Parque San Luis. A partir de entonces comenzó la demolición de los edificios y la construcción del centro de negocios Nueva Las Condes. Entre el año 2011 y 2014 Inmobiliaria Lote 18 de Consorcio Financiero S.A. compró el último lote de terreno, llamado también Lote 18. Una parte de ese lote lo compró al Ejército que tenía allí dos bloques abandonados —Nº14 y Nº15— que luego serían declarados Monumento Nacional, para guardar memoria del desalojo y la violación a los derechos humanos que sufrieron los pobladores durante la dictadura. La otra parte del Lote 18 —donde se ubicaban los bloques 17 y 18— fue adquirida a unas 100 familias que los habitaban. La causa de la permanencia de civiles en estos dos edificios es un asunto poco estudiado. En 2014 las últimas familias abandonaron los edificios, quedando únicamente una habitante hasta 2015.
Sus últimos edificios, ubicados en avenida Presidente Riesco con Urano, comenzaron a ser demolidos ilegalmente el 24 de junio de 2017 generando polémica y gran difusión en los medios de comunicación. 
El 28 de junio el Consejo de Monumentos Nacionales aprobó la declaratoria que solicitaron el arquitecto Miguel Lawner y el cineasta Jaime Díaz Lavanchy, a pesar del daño que se había causado a los edificios del Lote 18 A1. En abril de 2018 la Corte de Apelaciones de Santiago acogió el recurso de protección presentado por la inmobiliaria Presidente Riesco S.A., en contra del Ministerio de Educación y dictaminó que este, al declarar Monumento Histórico que se mantienen en pie de la Villa San Luis, había actuado arbitraria e ilegalmente por no haber notificado a la empresa constructora del proceso en curso; ahora se deberá recomenzar el proceso, según el dictamen. De esta forma, el fallo establece que “debe retrotraer el referido procedimiento administrativo a la fase de oír a la recurrente en relación a la solicitud que aprobó en definitiva el Consejo de Monumentos Nacionales”.

## Historia

### Creación
Desde mediados del siglo XX, la ciudad de Santiago vivió una fuerte transformación tras la inmigración de miles de obreros y campesinos a la capital y la explosión demográfica que generaron. Miles de personas vivían en Santiago en tomas y otros asentamientos ilegales, incluso en zonas del sector nororiente, que se había convertido lentamente en el refugio para las familias de altos ingresos que habían abandonado la zona céntrica de la ciudad (el llamado «Barrio alto»). La necesidad de mejorar la calidad de la vivienda y la organización de las ciudades fue una prioridad del gobierno de Eduardo Frei Montalva, quien creó para ello el Ministerio de Vivienda y Urbanismo en 1965. Una de las dependencias de este ministerio era la Corporación de Mejoramiento Urbano (CORMU) que tenía la potestad de expropiar o comprar terrenos en casos de utilidad pública, como la remodelación de espacios urbanos y la planificación urbana.
La CORMU permitió el desarrollo de diversos proyectos urbanos en Santiago como la Remodelación San Borja. Una de sus ideas más emblemáticas era la conversión del antiguo fundo San Luis en un nuevo espacio urbano. Con una superficie de unas 150 hectáreas, el fundo había sido donado en un testamento a la beneficencia durante los años 1930; sin embargo, los hijos de la dueña del terreno impugnaron el testamento una vez muerta ella y el juicio se mantuvo por varias décadas sin una solución definitiva. El fundo se convirtió así en un preciado espacio en medio de la ciudad, uno de los últimos espacios agrícolas existentes en la ya urbanizada Las Condes. La «Remodelación Parque San Luis» tendría más de 70 mil habitantes de clase media y media alta, en el espacio ubicado entre las avenidas Kennedy, Américo Vespucio, Apoquindo y Nuestra Señora del Rosario. Serían construidas 61 torres de 17 a 20 pisos y 40 edificaciones de 4 a 5 pisos, en un proyecto único a nivel nacional y latinoamericano, que además contarían con un gran parque y un centro cívico-comercial.
La victoria de la Unidad Popular en la elección presidencial de 1970 permitió el ascenso de Salvador Allende a la primera magistratura del país. Una de las principales preocupaciones de su gobierno fue mejorar el acceso a la vivienda a aquellas familias de escasos recursos que vivían en asentamientos ilegales. En esa fecha, Las Condes era la comuna con mayor número de tomas, destacando algunos campamentos como Patria Nueva, Ho Chi Min o El Esfuerzo. Esto llevó a que el proyecto original de la Remodelación Parque San Luis fuera reorientado a acoger a los pobladores de dichos asentamientos. Dentro de los objetivos de este cambio era poder entregar una solución habitacional a los miles de familias que carecían de un techo digno, sin tener que moverlos a las periferias de la ciudad, permitiendo que mantuvieran sus redes laborales, sociales y afectivas dentro de la comuna. La experiencia además era inédita, al fomentar la integración social de personas de bajos ingresos en una zona predominantemente de clase alta. Los pobladores de los campamentos cercanos participaron activamente en el diseño y construcción del proyecto, iniciado en 1971. Aquellos que lograron ahorrar un monto suficiente de dinero, pudieron acceder a departamentos, los cuales deberían seguir pagando en dividendos. El proyecto además fue ampliado para incorporar equipamiento urbano que daría origen a un Centro Cívico para la comuna. Un acuerdo con la Universidad de Chile había permitido que ésta cediera sus terrenos en La Granja a cambio de uno en el antiguo fundo San Luis en la que construirían el estadio de la Universidad de Chile. También se había contemplado la construcción de una Villa Olímpica en el sector para albergar a 5000 deportistas que participarían de los Juegos Panamericanos de 1975, los cuales originalmente habrían sido realizados en Santiago (posteriormente descartada como sede luego del golpe de Estado de 1973).
Las primeras familias recibieron sus departamentos en abril de 1972. La zona recibió el nombre de Villa Compañero Ministro Carlos Cortés en honor a Carlos Cortés Díaz, ministro de Vivienda de Allende que fue uno de los principales promotores del proyecto, pero que no logró verlo realizado, al fallecer el 10 de septiembre de 1971. Como homenaje a la memoria del ministro Cortés, fue inaugurado el 9 de septiembre de 1972 un monolito conmemorativo, compuesto por una escultura de piedra realizada por Alberto Chacón, cantero de la Corporación de Obras Urbanas (COU).
Los edificios de hormigón armado contaban con departamentos de 2 y 3 dormitorios, con una superficie entre 50 y 80 metros cuadrados. Hasta marzo de 1973, 1038 unidades habitacionales fueron entregadas, siendo en muchos casos la primera vez que dichas familias lograban tener una vivienda propia. El proyecto, sin embargo, encontró una fuerte oposición de parte de los vecinos más acomodados de la comuna, que en muchos casos se oponían políticamente al gobierno de Allende.

### Declive
El golpe de Estado del 11 de septiembre de 1973 marcó el fin del proyecto de la Villa Carlos Cortés, que cambió de nombre a Villa San Luis; a los pocos meses, el Ejército inició el desalojo de las viviendas argumentando que los edificios estaban ocupados ilegalmente. Los pobladores fueron trasladados a los suburbios de Santiago.
El Ejército instaló a varias familias de suboficiales de dicha institución en el recinto, utilizando los departamentos abandonados. Sin embargo, varias de las familias originales del proyecto lograron mantenerse en el lugar los 17 años de la dictadura militar, pese a las agresiones y hostigamiento de militares contra civiles. Hacia fines de los años 1980, los terrenos fueron lentamente transferidos desde las instituciones estatales: en 1985, la Universidad de Chile cedió los terrenos de su estadio a la Municipalidad de Las Condes y en 1989, Augusto Pinochet firmó un decreto traspasando los terrenos desde el Serviu al Ministerio de Bienes Nacionales, lo que permitía que pudieran ser utilizados con diversos fines y no únicamente para viviendas sociales. En 1991, ya en los primeros años de la transición a la democracia, otro decreto entregó el terreno al Ministerio de Defensa y luego al Comando de Bienestar del Ejército «para fines habitacionales de la institución destinataria».
A mediados de los años 1990, el entorno en el que se había diseñado la Villa San Luis había cambiado considerablemente. En los antiguos terrenos del fundo San Luis se había construido el parque Araucano y uno de los centros comerciales más grandes de la ciudad, Parque Arauco. Las Condes había comenzado a convertirse en un importante centro de negocios y edificios de oficina comenzaron a levantarse en sus alrededores, alojando las sedes de diversas empresas nacionales e internacionales. La necesidad de encontrar terrenos disponibles para la construcción de nuevos edificios puso los terrenos de la Villa San Luis en el interés de las inmobiliarias. En 1996, el Ejército (aún al mando de Pinochet) dio la orden de enajenar parte de la antigua villa y al año siguiente el terreno fue vendido por 80 millones de dólares a la Inmobiliaria Parque San Luis, pese a que la cesión de 1991 manifestaba expresamente el uso exclusivo de la zona para fines habitacionales. El traspaso fue considerado por la prensa de la época como el mayor proyecto inmobiliario de Chile.

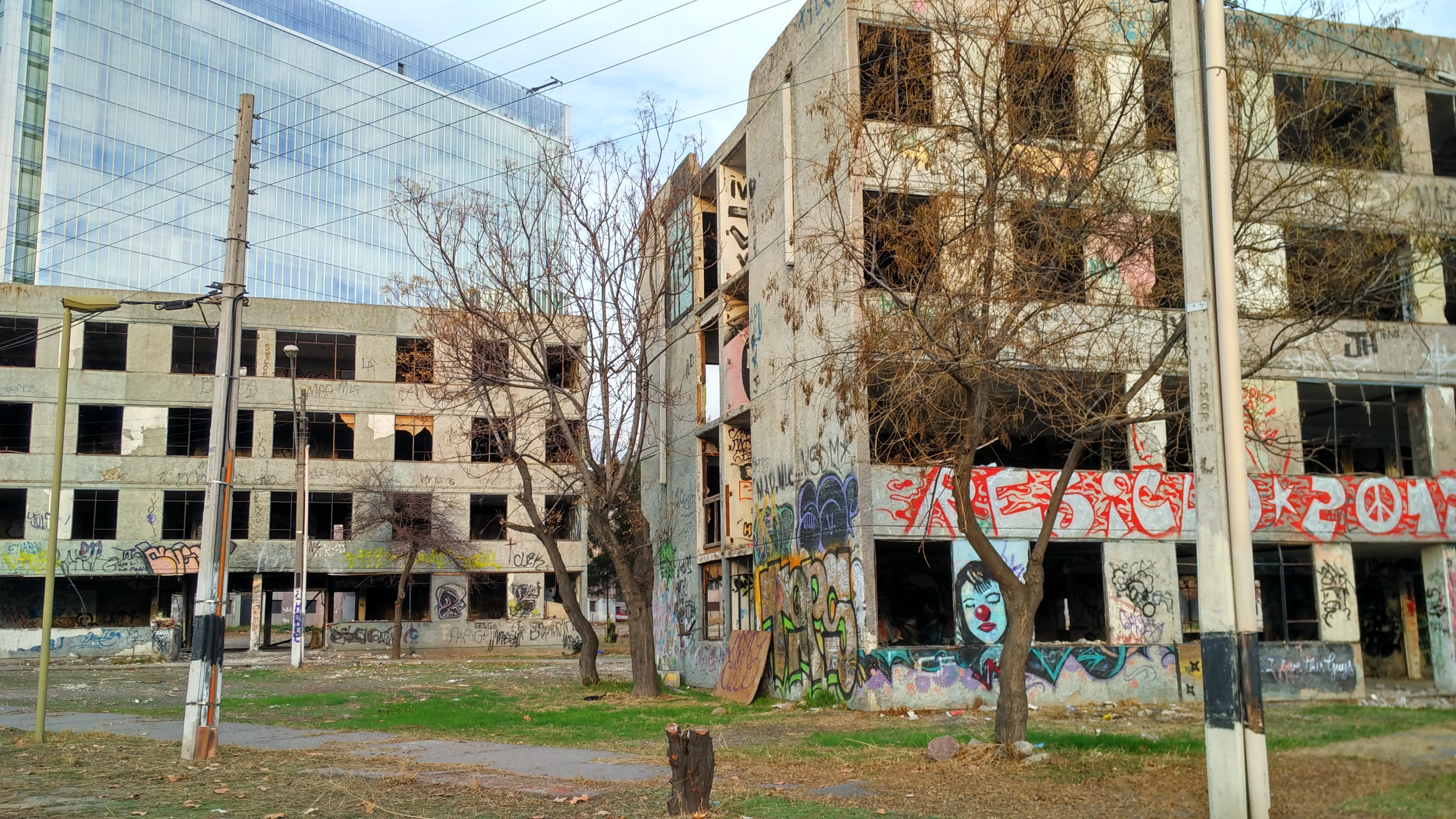
Detalle de los edificios abandonados en 2015.

Una nueva ola de desalojos sobrevino en 1997 con el fin de iniciar la demolición de algunas torres construidas por el gobierno de la Unidad Popular. Cerca de 400 familias se organizaron para oponerse a estas medidas y presentaron una demanda ante la justicia chilena. La inmobiliaria a cargo ofreció 1 millón de dólares como compensación para todos los demandantes; pese a que cada persona recibiría menos de 700 000 pesos (aprox. USD 1700) por sus casas, muchos aceptaron la oferta. Las obras de demolición fueron iniciadas simbólicamente por el alcalde de la comuna, Joaquín Lavín, montado sobre una retroexcavadora. La destrucción de edificios tuvo serias dificultades debido a su sólida estructura, asegurando que la desaparición de la villa era un paso para el futuro.
Durante los años 2000, quedaron únicamente 116 familias, pertenecientes a los bloques 16 y 17 del proyecto original, mientras a sus alrededores se levantaron cinco edificios de oficinas que superaban los 20 pisos de altura. Las inmobiliarias elevaron los precios ofrecidos a cada familia. El Ejército, por otro lado, amenazó con levantar una nueva demanda contra los habitantes con el fin de poder vender los terrenos a las inmobiliarias. El temor a las demandas y nuevos desalojos llevó a que varias familias vendieran sus inmuebles por unos 80 millones de pesos (US$ 160 000 aprox.); la oferta aumentó a 120 millones de pesos chilenos a las familias restantes. En 2008, dos edificios ya estaban completamente vacíos y otros dos contaban con un puñado de habitantes.
Cuando quedaban 23 familias, las ofertas llegaron a superar los 300 millones de pesos (US$ 600 000). El último grupo de 7 propietarios anunció en 2014 la venta de sus departamentos por un monto cercano a los 490 millones de pesos (US$ 900 000), quedando una única mujer como la última habitante de la villa, la que finalmente abandonó el lugar durante 2015.
El Comité de Defensa de la Villa San Luis trató de que se lo declarara Monumento Histórico, después de haber vendido las propiedades, pero el 24 de junio de 2017 comenzó la demolición a pesar de que el municipio de Las Condes había asegurado que ello no ocurriría y que el miércoles 28 se realizaría una votación para considerar la otorgación de ese estatus. El Consejo de Monumentos Nacionales (CMN) celebró la votación el día previsto en la sala Ercilla de la Biblioteca Nacional y aprobó la declaración de los 4 edificios que todavía quedan en pie (lote 18-A1) como monumentos históricos. Al día siguiente de la declaratoria, la constructora e inmobiliaria Presidente Riesco SA, dueña del predio, pidió al CMN que dejara sin efecto la medida, que, para entrar en vigor, debe ser firmada por la ministra de Educación, Adriana Delpiano.
El 16 de abril de 2018 la Corte de Apelaciones de Santiago acogió el recurso de protección presentado por la inmobiliaria Presidente Riesco S.A., en contra del Ministerio de Educación y dictaminó que este, al declarar Monumento Histórico que se mantienen en pie de la Villa San Luis, había actuado arbitraria e ilegalmente por no haber notificó a la empresa constructora del proceso en curso; ahora se deberá recomenzar el proceso, según el dictamen que deja sin efecto Decreto n.º 135 del citado Ministerio que declaraba monumentos nacionales las edificaciones que quedaban de la villa.
Con fecha 23 de julio de 2018 la Corte Suprema revocó la sentencia dictada por la Corte de Apelaciones de Santiago, rechazando, en definitiva, el recurso de protección interpuesto por Inmobiliaria Presidente Riesco S.A.
En mayo de 2021, tras un proceso de mediación, se definieron las bases para construir un museo memorial en el sitio de la antigua Villa San Luis. El concurso de arquitectura anunció como ganador el 4 de abril de 2025 al proyecto presentado por Ignacio Javier García Partarrieu y realizado por las oficinas de arquitectura Umwelt y Plan Común, junto a Más Estudio de Ingeniería y al artista Enrique Ramírez.